# Grigna
La Grigna ou Grignone ou Grigna septentrionale (anciennement mont Coden) est le sommet le plus élevé de la chaîne des Grigne, dans la province de Lecco, en Italie.

## Géographie
Le point culminant atteint les 2 409 m d'altitude. Juste sous le sommet se trouve le refuge Brioschi, un des refuges historiques des Préalpes lombardes, propriété du CAI de Milan.
Le sommet est réputé pour son panorama, qui résulte du relatif isolement de la Grigna et de la distance aux autres sommets d'altitude comparable ou supérieure : il embrasse l'arc alpin nord-occidental en totalité, l'Oberland Bernois, le Cervin, et il est possible de voir le mont Rose entre la chaîne des sommets suisses et les chaînes de montagnes des confins du Triveneto. Par jour de grand vent, on peut même apercevoir le dôme de la cathédrale de Milan.
La Grigna est aussi connue pour ses gouffres, qui comptent parmi les plus profonds d'Italie et atteignent jusqu'à -1 190 m de profondeur (Complexe de l'Alto Releccio). L'eau stockée dans ces poches minérales donne naissance à la résurgence de Fiumelatte, à 8 km de là, dans la commune de Varenna.

## Activités

### Alpinisme et spéléologie
La montagne est essentiellement composée de trois versants : le versant sud-ouest, le plus abrupt et le plus intéressant au plan de l'alpinisme, qui s'incline sur le lac de Lecco ; le versant oriental, alternant bois et prairies, qui descend en pente régulière vers la Valsassina ; et le versant nord, qui forme un cirque glaciaire (appelé localement Moncodeno) tourné vers le col du Cainallo et le pays d'Esino Lario, très connu des clubs spéléologiques pour ses nombreux gouffres et cavernes, parmi lesquels le « complexe de l'Alto Releccio », l’un des réseaux karstiques les plus profonds d'Italie. La voie normale d'ascension suit le versant oriental, et part du village de Pasturo.
Au plan de l'alpinisme la Grigna est réputée pour le Roc Cavallo (Sasso Cavallo), qui sur la paroi sud comporte des voies dénivelées de 500 m. Parmi celles-ci les plus célèbres sont la via del Det, la Cassin, la via della Luna, l’altra faccia della Luna, 10 piani, Ibis et Cavallo Pazzo.

### Refuges et bivouacs

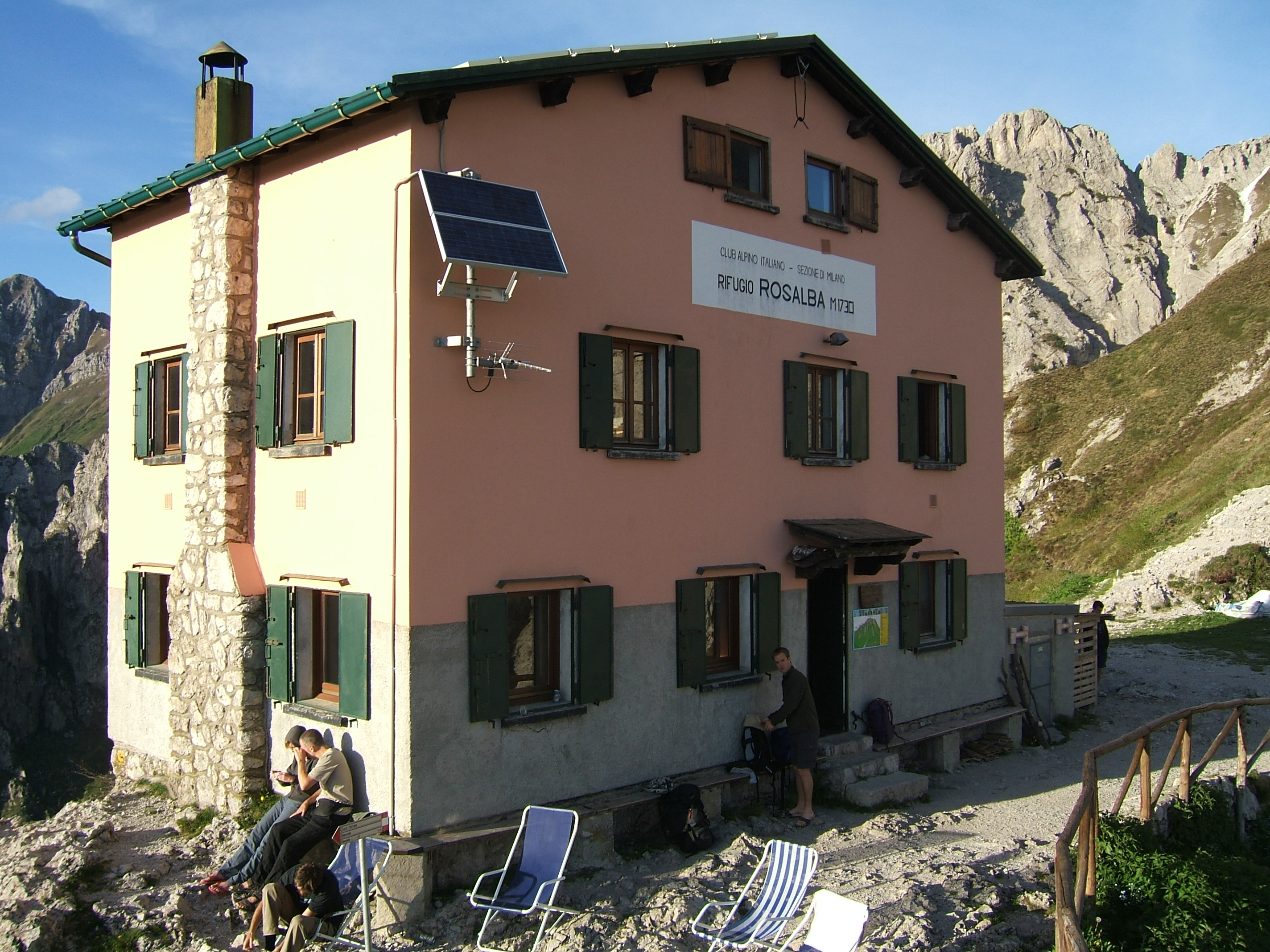
Le refuge de Rosalba

Outre le refuge Luigi Brioschi aménagé non loin du sommet, il y a le refuge Bietti à 1 719 m d'altitude, récemment rouvert et propriété du club d'alpinisme de Mandello dans la vallée de Releccio. Le refuge Arnaldo Bogani, du club d'alpinisme de Monza à 1 816 m d'altitude, se trouve sur le versant nord entre le village de Bregaï et l’Alpe de Moncodeno sur la commune d’Esino Lario.
Le refuge Elisa dans le val Meria, au-dessus du village de Mandello à 1 515 m d'altitude, est propriété du club d'alpinisme de Mandello. Le refuge Pialeral est du côté Valsassine. Il y a enfin de nombreux bivouacs comme les Merlini, le bois de la bassa, le baitello de Manavello.